# Хел (град)
Хел (на полски: Hel; на немски: Hela; на кашубски: Hél) е град в Пушки окръг, Поморско войводство, Полша. Разположен е на края на Хелската коса. Населението му към 2017 г. е 3276 души.

## История
Кашубското селище Хел е споменато за пръв път през 1198 г. като център на търговия на херинга под името Гелен. Към 13 век то вече се е превърнало в един от най-важните търговски центрова в областта, съревновавайки се с Гданск. По това време получава и статут на град от херцог Святополк II Померански. По-късно, през 1378 г. този му статут е потвърден, когато областта попада под контрола на Тевтонския орден.
Първоначално градът се намира на 1,5 km от днешното си място. Разполага с църква, болница, два пазара, хотели и малко пристанище. Уви, през 15 век косата започва да се смалява вследствие ерозията на морето и се налага градът да се премести на по-безопасно място. През 1417 г. е построена църквата Св. Петър. По това време Хел търпи бърз растеж, но по-късно е задминат от Гданск. През 1466 г. крал Кажимеж IV Ягелончик отдава града като феодално владение на владетелите на Гданск, което слага край на стогодишната борба за икономическо господство в Гданския залив. През 1526 г. крал Зигмунт I Стари премахва всички привилегии на Хел и продава косата заедно с града на градските власти на Гданск. От тогава съдбата на Хел е тясно свързана с тази на по-големия му съсед.
През 17 и 18 век продължителни войни и поредица природни бедствия нанасят сериозни щети по града. Той страда от обезлюдяване, а през 1872 г. правителството на новообразувана Германия премахва статута на град на Хел. Скоро след това селцето бързо губи значението си.
Периодът на упадък спира през 1893 г., когато е построено рибарско пристанище. То дава подслон на рибарските съдове, но също превръща Хел в дестинация за кратки пътувания от Данциг и Сопот. През 1896 г. селището е официално признато за морски курорт.
След края на Първата световна война, Версайският договор прави Полша отново независима държава. Преди войната Хел е преобладаващо немско селище (93% германци към 1905 г.), но става част от Полша. През 1921 г. е прокарана железопътна връзка, свързваща Хел с континенталната част на Полша по суша. Властите на Поморското войводство планират да построят и автомобилен път до селото, но косата е намерена за твърде тясно по това време. Скоро Хел се превръща в един най-важните туристически центрове в Северна Полша. Освен това то става дом на една от двете главни военноморски бази на Полските военноморски сили. Пристанището е разширено през 1936 г., а президентът обявява косата за „укрепена област“ под юрисдикцията на въоръжените сили на Полша. Установена е брегова артилерия, която да прикрива военните съоръжения.
В хода на германското нахлуване в Полша през 1939 г., Хелската коса е една от най-дълго отбраняваните области от полската армия. Около 3000 войници от групата за брегова охрана я защитават до 2 октомври. Малко преди страната да капитулира, полски военни инженери детонират множество торпедни бойни глави, взрива от които отделя косата от континенталната част на Полша, превръщайки я в остров. През последвалата Втора световна война Кригсмарине използва военноморската база на Хел за обучение на подводничари. Към края на войната Хел е последната част полска земя, която е освободена. Германците, които са обградени там, се предават чак на 14 май 1945 г. – шест дни след капитулацията на Германия.
След войната селото запазва функцията си на военноморска база. През 1960 г. е построен автомобилен път, свързващ Хел и съседна Ястарня с континенталната част на страната. През 1963 г. Хел отново получава статут на град. От тогава туристическата индустрия се възстановява. През 1996 г. военноморските сили на Полша продават всички свои части от косата на цивилните власти, като днес там е запазена само малка военноморска база. В днешно време пристанището служи главно като яхтена стоянка, като през лятото се обслужва от ферибот до Гданск, Гдиня и Сопот. В Хел е създадена биологична лаборатория за морския живот.

## Климат
Климатът в Хел е океански. Местоположението на града създава уникален климат за Полша, който има повече сходни черти с този в Северозападна Европа.
| Климатични данни за Хел               | Климатични данни за Хел | Климатични данни за Хел | Климатични данни за Хел | Климатични данни за Хел | Климатични данни за Хел | Климатични данни за Хел | Климатични данни за Хел | Климатични данни за Хел | Климатични данни за Хел | Климатични данни за Хел | Климатични данни за Хел | Климатични данни за Хел | Климатични данни за Хел |
| Месеци                                | яну.                    | фев.                    | март                    | апр.                    | май                     | юни                     | юли                     | авг.                    | сеп.                    | окт.                    | ное.                    | дек.                    | Годишно                 |
| Абсолютни максимални температури (°C) | 10,0                    | 12,9                    | 20,5                    | 21,8                    | 28,0                    | 31,2                    | 33,2                    | 31,8                    | 27,3                    | 23,2                    | 15,9                    | 11,1                    | 33,2                    |
| Средни максимални температури (°C)    | 0,9                     | 1,3                     | 4,6                     | 9,4                     | 15,0                    | 19,1                    | 21,1                    | 21,0                    | 17,3                    | 12,2                    | 6,6                     | 3,0                     | 11,0                    |
| Средни температури (°C)               | −0,7                    | −0,6                    | 1,7                     | 5,2                     | 10,3                    | 14,7                    | 16,9                    | 16,9                    | 13,7                    | 9,6                     | 4,9                     | 1,4                     | 7,8                     |
| Средни минимални температури (°C)     | −2,6                    | −2,7                    | −0,8                    | 1,9                     | 6,2                     | 10,7                    | 13,3                    | 13,4                    | 10,8                    | 7,2                     | 3,1                     | −0,4                    | 5,0                     |
| Абсолютни минимални температури (°C)  | −19,1                   | −16,9                   | −17                     | −7                      | −3,3                    | 0,2                     | 5,4                     | 5,3                     | −2,3                    | −2,2                    | −8,4                    | −15,2                   | −19,1                   |
| Средни месечни валежи (mm)            | 37                      | 28                      | 27                      | 30                      | 43                      | 56                      | 70                      | 72                      | 61                      | 48                      | 56                      | 46                      | 574                     |
| Средно количество слънчеви часове     | 32                      | 52                      | 107                     | 165                     | 236                     | 249                     | 234                     | 220                     | 143                     | 93                      | 40                      | 26                      | 1597                    |
| ------------------------------------- | ----------------------- | ----------------------- | ----------------------- | ----------------------- | ----------------------- | ----------------------- | ----------------------- | ----------------------- | ----------------------- | ----------------------- | ----------------------- | ----------------------- | ----------------------- |
| Източник: NOAA                        |                         |                         |                         |                         |                         |                         |                         |                         |                         |                         |                         |                         |                         |

## Галерия
- Плажът на Хел.
- Хелското пристанище.
- Риболовният музей, помещаващ се в бившата църква Св. Петър.
- 100-милиметрово оръдие в бившата укрепена зона на Хел.
- Улица в центъра на града.
- Хелският фар.
- Карта на Хелската коса.